# Андре Бретон
Андре Бретон (фр. André Breton; Орн, 19. фебруар 1896 — Париз, 28. фебруар 1966) је био француски песник и критичар. Главни је теоретичар надреализма, који је истрајао на првобитној линији, раскрстивши с већином својих некадашњих пријатеља.

## Биографија
Рођен је 1896. године у месту Таншбрај, Орн у Нормандији. Студирао је медицину и психијатрију. За време Првог светског рата, од 1916. радио је у војном неуропсихијатријском центру у Сен Дизјеу, где се сусреће са психичким поремећајима и упознаје са психијатријском праксом, а посебно, преко књига доктора Режиса и доктора Бабинског, и са Фројдовом психоанализом и методом “слободних асоцијација” коју покушава да примени на оболелим војницима. У војној болници у Нанту упознаје Жака Вашеа, младића поремећеног ума, чији анти-друштвени ставови и презир према етаблираној уметничкој традицији снажно утичу на Бретона. Бретон изјављује у првом манифесту надреализма “Ваше је надреалиста у мени”. Са Зигмундом Фројдом се упознаје у Бечу 1921.
Прву збирку песама „Брдо смерности“ објавио је 1919. године. Исте године заједно са Лујом Арагоном и Филипом Супоом оснива часопис Литература (фр. Litterature). Када се дадаистички покрет премешта у Париз са Тристаном Царом и Франсисом Пикабиом, Бретон му се придружује и часопис Литература постаје његово гласило. Међутим, врло брзо се одваја од дадаизма и око себе окупља неколико истомишљеника: Пола Елијара, Бенжамена Переа, Луја Арагона, Филипа Супоа, Робера Десноса. Са њима организује сеансе аутоматског говора и будних снова које посматра као неку врсту медијума за истраживање подсвесног. У сарадњи са Супоом пише први аутоматски текст Магнетска поља (Champs magnétiques) 1920, и објављује га у часопису Литература. 
Жени се са Симон Кан 1921. године. Следеће године они се селе у улицу Фонтен, број 42 у Паризу, у стан који ће удомити Бретонову колекцију од 5300 предмета: слика, цртежа, скулптура, фотографија, књига, каталога, часописа, манускрипта и радова популарне уметности и уметности из прекоокеаније. 
Године 1924. објављује Надреалистички манифест којим формално отпочиње надреалистички покрет. Пише низ аутоматских текстова и песама као пример методе аутоматског писања. Крајем године оснива часопис Надреалистичка револуција (La revolution surrealiste). Бретону се придружују: Филип Супо, Луј Арагон, Пол Елијар, Рене Кревел, Мишел Лерис, Бенжамен Пере, Антонин Арто, и Робер Деснос. 
Излази Бретонов најпознатији роман „Нађа“, 1928. године. Овај роман је најпознатији и најбољи пример надреалистичког романа. Богато је илустрован надреалистичким цртежима и фотографијама. 
Придружује се Француској комунистичкој партији 1927. године у жељи да повеже психоанализу и марксизам. Ту тежњу изражава у Другом манифесту надреализма 1929. године. Текст „Спојени судови“ (1932) покушај је спајања истраживања несвесног са друштвеним ангажманом. Међутим, Бретон није могао да прихвати подређивање поетског стварања идеолошким циљевима, и напушта партију 1935. Године и жестоко критикује социјалистички реализам. Својим идејама остаје веран и када се надреалистички покрет цепа и када се део надреалиста на челу са Арагоном приклања партијским захтевима. 
Године 1938. прихвата задужење од Француске владе и путује у Мексико. На тамошњем универзитету Бретон учествује на конференцији о надреализму. У Мексику упознаје Троцког са којим пише Манифест за независну револуционарну уметност (Manifesto for an Independent Revolutionary Art / Pour un art revolutionnair independent), који потписују Бретон и Диего Ривера. 
На почетку Другог светског рата Бретон је поново у медицинској служби. Након оцене Вишијеве владе да су његови списи „веома лоши за националну револуцију“ Бретон бежи у САД. На Универзитету Јејл 1942. године организује изложбу надреалиста. Са Марселом Дишаном наставља интензивну надреалистичку делатност. Плод те делатности је и херметички поетски роман „Тајна XVII“ (1947), нека врста суме његовог животног и стваралачког искуства. 
По завршетку рата враћа се у Париз, где покушава да обнови надреалистички покрет.

## Дела
- Брдо смерности
- Нађа
- Луда љубав
- Магична уметност
- Изгубљени кораци
- Тајна XVII